# Urmărire la Amsterdam (film)
Urmărire la Amsterdam (titlul original: în engleză Puppet on a Chain) este un film de acțiune britanic, realizat în 1970 de regizorul Geoffrey Reeve, după romanul omonim din 1969 al scriitorului Alistair MacLean, protagoniști fiind actorii Sven-Bertil Taube, Barbara Parkins și Alexander Knox. 
Acțiunea filmului are loc parțial în Amsterdam și prezintă o secvență de urmărire cu barca pe canalele orașului, secvență regizată de Don Sharp.

## Rezumat
Paul Sherman de la Interpol este trimis la Amsterdam pentru a investiga traficul de heroină. Bărbatul pe care trebuia să-l întâlnească la aeroport este ucis în fața ochilor lui, înainte ca acesta să aibă ocazia să-i vorbească, iar criminalul reușește și el să scape...

## Distribuție
- Sven-Bertil Taube – Paul Sherman
- Barbara Parkins – Maggie
- Alexander Knox – colonelul De Graaf
- Patrick Allen – inspectorul Van Gelder
- Vladek Sheybal – Meegeren
- Ania Marson – Astrid Lemay
- Stewart F. Lane – George Lemay
- Drewe Henley – Jimmy Duclos
- Michael Mellinger – managerul hotelului
- Penny Casdagli – Trudi
- Peter Hutchins – asasinul
- Henny Orri – Herta
- Mark Malicz –  Morgenstern
- Peter Brace – un asasin
- Gerry Crampton – un asasin
- Arnold Diamond – procurorul
- Joe Dunne – lucrător la șlepuri
- Leon Eagles – sergentul polițist la secție
- George Leech – un asasin
- Fred Machon – un oaspete de hotel
- John More – un oaspete de hotel
- Paddy Smith – Bellboy
- Willem Sibbelee –
- Jacques Luijer –